# Ján Daxner
Ján Daxner (6. listopadu 1904 – ???) byl slovenský a československý politik a poválečný poslanec Ústavodárného Národního shromáždění za Demokratickou stranu, po únoru 1948 poslanec Národního shromáždění ČSR za Stranu slovenské obrody.

## Biografie
V parlamentních volbách v roce 1946 se stal členem Ústavodárného Národního shromáždění za Demokratickou stranu. Setrval zde do parlamentních voleb v roce 1948. Po únorovém převratu v roce 1948 se stal politikem Strany slovenské obrody, která nahradila Demokratickou stranu a která byla loajálním spojencem komunistického režimu. Ve volbách roku 1948 byl za ni zvolen do Národního shromáždění ve volebním kraji Banská Bystrica. Zasedal zde do října 1952, kdy byl zbaven mandátu. Důvodem pro odejmutí poslaneckého mandátu bylo zjištění AV NF, že Daxner nevykonává poslaneckou práci a provinil se tak proti zájmům lidu.
V roce 1949 patřil mezi skupinu aktivistů Strany slovenské obrody, které komunistický režim zapojil do takzvané Katolické akce, která měla za cíl rozštěpit katolický tábor na Slovensku a vytvořit v něm prostátní a prokomunistickou frakci.